# Voineasa
Voineasa es una comuna ubicada en el distrito de Olt, Rumania.

## Superficie
Posee una superficie de 45,82 kilómetros cuadrados.

## Demografía
Hasta 2021 la población era de 2038 habitantes, con una densidad de población de 44,48 habitantes por kilómetro cuadrado.